# Einaudi Undiscovered
Undiscovered è un album dell'artista Ludovico Einaudi pubblicato il 18 settembre 2020 che presenta una selezione di brani inediti e brani già pubblicati in altri album, scelti personalmente dall'artista per fare focalizzare l'attenzione dell'ascoltatore non solo sulle hits più famose ma, anche sulle tracce che sono rimaste un po' più in penombra durante la sua carriera musicale.
L'album è stato annunciato il 19 agosto 2020 e il primo singolo "Due Tramonti" è stato pubblicato il 13 agosto 2020.

## Descrizione
(Ludovico Einaudi)
Undiscovered include esecuzioni dal vivo di brani come La Nascita e In Un'altra Vita, un remix del musicista Starkey di Experience, materiale meno conosciuto e brani tratti dalle colonne sonore composte da Ludovico Einaudi, una versione vocale di Nuvole Bianche e la colonna sonora di "The Third Murder", che in precedenza era stata pubblicata solo in Giappone.

## Tracce
Musiche di Ludovico Einaudi.
1. Fuori dal mondo – 4:59
2. Other Nature (with Robert & Ronald Lippok - Whitetree) – 4:39
3. Due tramonti – 4:55
4. In un'altra vita (Live at La Scala - Milan, 2003) – 6:54
5. Koepenik (with Ronald Lippok – Whitetree) – 2:56
6. Main Theme from The Third Murder – 4:15
7. Elegy for the Arctic – 2:41
8. Giorni dispari – 5:15
9. Al di là del vetro (Live at La Scala - Milan, 2003) – 5:00
10. Resta con me – 4:56
11. Lady Jane (Live at La Scala - Milan, 2003) – 3:18
12. La nascita (Live in Berlin) – 4:14
13. Inizio – 3:26
14. Choros – 5:50
15. Mali sajio (with Ballaké Sissoko) – 7:55
16. Mercury Sands (with Robert & Ronald Lippok – Whitetree) – 4:26
17. Taranta – 4:23
18. Circles (Based on Experience) (with Greta Svabo Bech) – 3:58
19. Nuvole bianche (con Alessia Tondo) – 5:42
20. Experience (Starkey Remix) – 5:43

Durata totale: 95:25